# Equisetales
Equisetales este un ordin de pteridofite, care mai conține un singur gen extant, Equisetum (coada-calului). Rămășițele fosile au dezvăluit și alte specii extincte care aparțin ordinului.

## Legături externe
Materiale media legate de Equisetales la Wikimedia Commons